# Theodore Lyman
Theodore Lyman, ameriški fizik in spektroskopist, * 23. november, 1874, Boston, Massachusetts, ZDA, † 11. oktober 1954, Cambridge, Massachusetts, ZDA.

## Življenje
Lyman je diplomiral na Univerzi Harvard leta 1897, kjer je postal profesor fizike. Bil je tudi predstojnik Jeffersovega fizikalnega laboratorija (1907 – 1917). Med letoma 1921 in 1923 je bil predsednik Ameriškega fizikalnega društva. Med 1. svetovno vojno je sodeloval v ameriških enotah v Franciji kot major.

## Znanstveno delo
Opravil je pomembne raziskave povezane z uklonskimi mrežicami. Proučeval je ultravijolični del spektra in svetlobo izredno kratkih valovnih dolžin.

## Priznanja

### Nagrade
Ameriška akademija umetnosti in znanosti mu je leta 1918 podelila Rumfordovo nagrado. Franklinov inštitut mu je leta 1931 podelil tedaj najvišjo nagrado, Medaljo Elliota Cressona.

### Poimenovanja
Po njem se imenuje skupina spektralnih črt v spektru vodika, ki jo je odkril v letu 1906 (Lymanova serija).
Po njem se imenuje krater Lyman na Luni.